# Gran Premio motociclistico d'Italia 2003
Il Gran Premio motociclistico d'Italia 2003 corso l'8 giugno, è stato il quinto Gran Premio della stagione 2003 del motomondiale e ha visto vincere: la Honda di Valentino Rossi in MotoGP, Manuel Poggiali nella classe 250 e Lucio Cecchinello nella classe 125.

## MotoGP

### Arrivati al traguardo
| Pos. | Nº | Pilota           | Squadra                   | Motocicletta       | Giri | Tempo     | Griglia | Punti |
| ---- | -- | ---------------- | ------------------------- | ------------------ | ---- | --------- | ------- | ----- |
| 1º   | 46 | Valentino Rossi  | Repsol Honda              | Honda RC211V       | 23   | 43:28.008 | 1       | 25    |
| 2º   | 65 | Loris Capirossi  | Ducati Marlboro           | Ducati Desmosedici | 23   | +1.416    | 2       | 20    |
| 3º   | 3  | Max Biaggi       | Camel Pramac Pons         | Honda RC211V       | 23   | +4.576    | 4       | 16    |
| 4º   | 6  | Makoto Tamada    | Pramac Honda              | Honda RC211V       | 23   | +13.210   | 10      | 13    |
| 5º   | 56 | Shin'ya Nakano   | d'Antín Yamaha            | Yamaha YZR-M1      | 23   | +13.411   | 3       | 11    |
| 6º   | 11 | Tōru Ukawa       | Camel Pramac Pons         | Honda RC211V       | 23   | +13.666   | 5       | 10    |
| 7º   | 15 | Sete Gibernau    | Telefónica Movistar Honda | Honda RC211V       | 23   | +14.253   | 6       | 9     |
| 8º   | 7  | Carlos Checa     | Fortuna Yamaha            | Yamaha YZR-M1      | 23   | +22.811   | 7       | 8     |
| 9º   | 45 | Colin Edwards    | Alice Aprilia Racing      | Aprilia RS Cube    | 23   | +33.056   | 13      | 7     |
| 10º  | 19 | Olivier Jacque   | Gauloises Yamaha          | Yamaha YZR-M1      | 23   | +38.882   | 8       | 6     |
| 11º  | 33 | Marco Melandri   | Fortuna Yamaha            | Yamaha YZR-M1      | 23   | +38.977   | 12      | 5     |
| 12º  | 69 | Nicky Hayden     | Repsol Honda              | Honda RC211V       | 23   | +48.639   | 17      | 4     |
| 13º  | 23 | Ryūichi Kiyonari | Telefónica Movistar Honda | Honda RC211V       | 23   | +50.183   | 22      | 3     |
| 14º  | 66 | Alex Hofmann     | Kawasaki Racing           | Kawasaki ZX-RR     | 23   | +54.213   | 15      | 2     |
| 15º  | 8  | Garry McCoy      | Kawasaki Racing           | Kawasaki ZX-RR     | 23   | +1:23.281 | 20      | 1     |
| 16º  | 88 | Andrew Pitt      | Kawasaki Racing           | Kawasaki ZX-RR     | 23   | +1:37.284 | 21      |       |

### Ritirati
| Nº | Pilota            | Squadra              | Motocicletta       | Giri | Griglia |
| -- | ----------------- | -------------------- | ------------------ | ---- | ------- |
| 99 | Jeremy McWilliams | Proton Team KR       | Proton KR5         | 18   | 19      |
| 9  | Nobuatsu Aoki     | Proton Team KR       | Proton KR5         | 14   | 23      |
| 12 | Troy Bayliss      | Ducati Marlboro      | Ducati Desmosedici | 10   | 11      |
| 41 | Noriyuki Haga     | Alice Aprilia Racing | Aprilia RS Cube    | 7    | 16      |
| 4  | Alex Barros       | Gauloises Yamaha     | Yamaha YZR-M1      | 2    | 9       |
| 21 | John Hopkins      | Suzuki Grand Prix    | Suzuki GSV-R       | 2    | 14      |
| 10 | Kenny Roberts Jr  | Suzuki Grand Prix    | Suzuki GSV-R       | 2    | 18      |

## Classe 250

### Arrivati al traguardo
| Pos. | Nº | Pilota                | Squadra                     | Motocicletta | Giri | Tempo     | Griglia | Punti |
| ---- | -- | --------------------- | --------------------------- | ------------ | ---- | --------- | ------- | ----- |
| 1º   | 54 | Manuel Poggiali       | MS Aprilia                  | Aprilia      | 20   | 38:40.038 | 2       | 25    |
| 2º   | 10 | Fonsi Nieto           | Repsol Telefonica Movistar  | Aprilia      | 20   | +22.445   | 3       | 20    |
| 3º   | 21 | Franco Battaini       | Campetella Racing           | Aprilia      | 20   | +23.446   | 4       | 16    |
| 4º   | 3  | Roberto Rolfo         | Fortuna Honda               | Honda        | 20   | +24.432   | 6       | 13    |
| 5º   | 50 | Sylvain Guintoli      | Campetella Racing           | Aprilia      | 20   | +31.679   | 8       | 11    |
| 6º   | 24 | Toni Elías            | Repsol Telefonica Movistar  | Aprilia      | 20   | +39.837   | 5       | 10    |
| 7º   | 8  | Naoki Matsudo         | Yamaha Kurz                 | Yamaha       | 20   | +44.832   | 9       | 9     |
| 8º   | 5  | Sebastián Porto       | Telefonica Movistar jnr     | Honda        | 20   | +44.905   | 7       | 8     |
| 9º   | 14 | Anthony West          | Zoppini Abruzzo             | Aprilia      | 20   | +1:02.385 | 13      | 7     |
| 10º  | 11 | Joan Olivé            | Aspar Junior                | Aprilia      | 20   | +1:06.020 | 12      | 6     |
| 11º  | 9  | Hugo Marchand         | Equipe de France - Scrab GP | Aprilia      | 20   | +1:11.197 | 16      | 5     |
| 12º  | 6  | Alex Debón            | Troll Honda BQR             | Honda        | 20   | +1:11.257 | 15      | 4     |
| 13º  | 57 | Chaz Davies           | Aprilia Germany             | Aprilia      | 20   | +1:17.964 | 17      | 3     |
| 14º  | 96 | Jakub Smrž            | Elit Grand Prix             | Honda        | 20   | +1:21.573 | 21      | 2     |
| 15º  | 33 | Héctor Faubel         | Aspar Junior                | Aprilia      | 20   | +1:25.294 | 14      | 1     |
| 16º  | 15 | Christian Gemmel      | Kiefer Castrol-Honda Racing | Honda        | 20   | +1:26.780 | 18      |       |
| 17º  | 36 | Erwan Nigon           | Equipe de France - Scrab GP | Aprilia      | 20   | +1:35.206 | 10      |       |
| 18º  | 18 | Henk van den Lagemaat | Dark Dog Molenaar           | Honda        | 19   | +1 giro   | 23      |       |
| 19º  | 29 | Christian Pistoni     | Aprilia Germany             | Aprilia      | 19   | +1 giro   | 24      |       |

### Ritirati
| Nº | Pilota          | Squadra          | Motocicletta | Giri | Griglia |
| -- | --------------- | ---------------- | ------------ | ---- | ------- |
| 7  | Randy de Puniet | Safilo Oxydo-LCR | Aprilia      | 16   | 1       |
| 26 | Alex Baldolini  | Matteoni Racing  | Aprilia      | 10   | 20      |
| 16 | Johan Stigefelt | Zoppini Abruzzo  | Aprilia      | 0    | 11      |

### Non partiti
| Nº | Pilota         | Squadra         | Motocicletta | Griglia |
| -- | -------------- | --------------- | ------------ | ------- |
| 34 | Eric Bataille  | Troll Honda BQR | Honda        | 19      |
| 13 | Jaroslav Huleš | Yamaha Kurz     | Yamaha       | 22      |

### Non qualificata
| Nº | Pilota         | Squadra           | Motocicletta |
| -- | -------------- | ----------------- | ------------ |
| 98 | Katja Poensgen | Dark Dog Molenaar | Honda        |

## Classe 125

### Arrivati al traguardo
| Pos. | Nº | Pilota             | Squadra                   | Motocicletta | Giri | Tempo     | Griglia | Punti |
| ---- | -- | ------------------ | ------------------------- | ------------ | ---- | --------- | ------- | ----- |
| 1º   | 4  | Lucio Cecchinello  | Safilo Oxydo-LCR          | Aprilia      | 20   | 40:01.738 | 6       | 25    |
| 2º   | 3  | Daniel Pedrosa     | Telefonica Movistar jnr   | Honda        | 20   | +0.730    | 10      | 20    |
| 3º   | 22 | Pablo Nieto        | Master-MXOnda-Aspar       | Aprilia      | 20   | +0.801    | 4       | 16    |
| 4º   | 34 | Andrea Dovizioso   | Team Scot                 | Honda        | 20   | +0.810    | 7       | 13    |
| 5º   | 15 | Alex De Angelis    | Globet.com Racing         | Aprilia      | 20   | +1.454    | 3       | 11    |
| 6º   | 41 | Yōichi Ui          | Sterilgarda Racing        | Aprilia      | 20   | +7.656    | 8       | 10    |
| 7º   | 7  | Stefano Perugini   | Abruzzo Racing            | Aprilia      | 20   | +7.702    | 2       | 9     |
| 8º   | 23 | Gino Borsoi        | Globet.com Racing         | Aprilia      | 20   | +7.708    | 9       | 8     |
| 9º   | 80 | Héctor Barberá     | Master-MXOnda-Aspar       | Aprilia      | 20   | +21.704   | 12      | 7     |
| 10º  | 42 | Gioele Pellino     | Sterilgarda Racing        | Aprilia      | 20   | +22.132   | 13      | 6     |
| 11º  | 6  | Mirko Giansanti    | Matteoni Racing           | Aprilia      | 20   | +22.208   | 16      | 5     |
| 12º  | 24 | Simone Corsi       | Team Scot                 | Honda        | 20   | +34.326   | 17      | 4     |
| 13º  | 36 | Mika Kallio        | Ajo Motorsports           | Honda        | 20   | +34.434   | 24      | 3     |
| 14º  | 8  | Masao Azuma        | Ajo Motorsports           | Honda        | 20   | +34.493   | 22      | 2     |
| 15º  | 12 | Thomas Lüthi       | Elit Grand Prix           | Honda        | 20   | +34.879   | 21      | 1     |
| 16º  | 79 | Gábor Talmácsi     | Exalt Cycle Red Devil     | Aprilia      | 20   | +35.035   | 14      |       |
| 17º  | 58 | Marco Simoncelli   | Matteoni Racing           | Aprilia      | 20   | +45.352   | 15      |       |
| 18º  | 27 | Casey Stoner       | Safilo Oxydo-LCR          | Aprilia      | 27   | +46.072   | 1       |       |
| 19º  | 50 | Andrea Ballerini   | Metis Gilera Racing       | Gilera       | 20   | +46.428   | 27      |       |
| 20º  | 10 | Roberto Locatelli  | KTM-Red Bull              | KTM          | 20   | +46.436   | 20      |       |
| 21º  | 1  | Arnaud Vincent     | KTM-Red Bull              | KTM          | 20   | +46.615   | 11      |       |
| 22º  | 87 | Michele Conti      | BNT Racing                | Honda        | 20   | +52.953   | 26      |       |
| 23º  | 11 | Max Sabbatani      | Abruzzo Racing            | Aprilia      | 20   | +53.338   | 19      |       |
| 24º  | 60 | Mattia Angeloni    | Team Leardni              | Honda        | 20   | +1:04.110 | 28      |       |
| 25º  | 88 | Robbin Harms       | Seedorf Racing            | Aprilia      | 20   | +1:04.186 | 31      |       |
| 26º  | 62 | Alessio Aldrovandi | Engines Engineering       | Malaguti     | 20   | +1:11.059 | 29      |       |
| 27º  | 25 | Imre Tóth          | Team Hungary              | Honda        | 20   | +1:16.722 | 25      |       |
| 28º  | 19 | Álvaro Bautista    | Seedorf Racing            | Aprilia      | 20   | +1:16.830 | 35      |       |
| 29º  | 61 | Michele Pirro      | RCGM                      | Aprilia      | 20   | +1:22.815 | 33      |       |
| 30º  | 21 | Leon Camier        | Metasystem Racing Service | Honda        | 19   | +1 giro   | 37      |       |
| 31º  | 78 | Péter Lenart       | Metasystem Racing Service | Honda        | 19   | +1 giro   | 38      |       |

### Ritirati
| Nº | Pilota          | Squadra                   | Motocicletta | Giri | Griglia |
| -- | --------------- | ------------------------- | ------------ | ---- | ------- |
| 17 | Steve Jenkner   | Exalt Cycle Red Devil     | Aprilia      | 19   | 5       |
| 48 | Jorge Lorenzo   | Caja Madrid Derbi Racing  | Derbi        | 19   | 18      |
| 32 | Fabrizio Lai    | Semprucci Angaia Malaguti | Malaguti     | 11   | 32      |
| 31 | Julián Simón    | Semprucci Angaia Malaguti | Malaguti     | 10   | 34      |
| 26 | Emilio Alzamora | Caja Madrid Derbi Racing  | Derbi        | 9    | 23      |
| 14 | Chris Martin    | Seedorf Racing            | Aprilia      | 7    | 36      |
| 63 | Mike Di Meglio  | Freesoul Racing           | Aprilia      | 0    | 30      |